# Robert Kühner
Robert Kühner (Paris, 15 de março de 1903 — Lyon, 27 de fevereiro de 1996) foi um micologista francês. Seus trabalhos no domínio da micologia, principalmente dos basidiomicetos, tornaram-se referências no assunto.

## Biografia
Após seus  estudos em Sorbona, tornou-se professor em Lille em 1931, seguidamente da  Faculdade das Ciências de Universidade de Lyon, de 1938 a 1973.
Publicou numerosos artigos e livros sobre os cogumelos superiores, principalmente sobre os da ordem Agaricales.
Foi coautor com  Henri Romagnesi (1912-1999)  da Flore analytique des champignons supérieurs.

## Publicações
- Robert Kühner (1926) "Contribution à l'étude des Hyménomycètes et spécialement des Agaricacées" (Contribuição ao estudo dos Hymenomycetos e especialmente das Agaricaceae) em Le Botaniste,  17:1 pp. 1 – 224
- Robert Kühner & J. Boursier (1932) "Notes sur le genre Inocybe: Les Inocybes goniosporées" (Notas  sobre o gênero Inocybe) no Boletim trimestral da Sociedade Micológica da França , 48:2 pp. 118 – 161
- Robert Kühner (1933) "Études sur le genre Marasmius" (Estudos sobre o gênero Marasmius) no  Le Botaniste, 25:1 pp. 57 – 114
- Robert Kühner (1938) "Utilization du carmin acetique dans la classification des Agarics leucospores" (O uso do acetocarmino na classificação dos Agarics leucospores  ) no Boletim mensal da Sociedade Linneana de Lyon, 7 pp. 204 – 211
- Robert Kühner & Henri Romagnesi (1953) ‘’Flore analytique des Champignons supérieurs’’ (Exposição analítica dos cogumelos superiores) ,  556 pp.
- Robert Kühner & Henri Romagnesi (1954) "Compléments a la Flore Analytique: III. Especes nouvelles, critiques ou rares de Pleurotacées, Marasmiacées et Tricholomacées"  (Espécies novas, críticas ou raras dos  Pleurotus, Marasmius e Tricholoma) no Boletim da Sociedade dos naturalistas de Oyonnax para o estudo e a divulgação das ciências naturais da região , 8 pp. 73 – 131
- Robert Kühner (1980) "Les Hyménomycètes agaricoides" (Os Hymenomycetos agaricóides) no Boletim mensal da Sociedade Linneana de Lyon, 49 pp. 1 – 1027